# Гостила (Салаж)
Гостила (рум. Gostila) насеље је у Румунији у округу Салаж у општини Појана Бленкиј. Oпштина се налази на надморској висини од 320 m.

## Становништво
Према подацима из 2002. године у насељу је живело 484 становника, од којих су сви румунске националности.